# スクレ・ドゥ・ロワ
スクレ・ドゥ・ロワ（フランス語：Secret du Roi）とは、ブルボン朝フランス国王ルイ15世の治世下に活動した秘密機関。「スクレ・ドゥ・ロワ」とはフランス語で「王の秘密機関」の意。　

## 概要
ルイ15世によって創設され、秘密外交や情報収集を行う機関であった。シャルル・フランソワ・ド・ブロイ侯（en:Charles-François de Broglie, marquis de Ruffec）、続いてジャン・ピエール・テルシエ（Jean-Pierre Tercier）によって率いられ、配下のエージェントには後に哲学者として活躍するヴォルテール、『フィガロの結婚』などを執筆したカロン・ド・ボーマルシェ、女装の剣士として知られたシュヴァリエ・デオン、アメリカ独立戦争の際に外務大臣を務めたベルジェンヌ（en:Charles Gravier, comte de Vergennes）のほかブトレイユ、シャルル・テヴノー・モランド（en:Charles Théveneau de Morande）、ルイ・ド・ノアイユ（en:Louis de Noailles）
などがおり、献身的な活躍をみせた。スクレ・ドゥ・ロワは欧州に広くネットワークを張り巡らせて情報収集にあたった。  

## 歴史
ブルボン朝の情報組織の誕生はルイ13世の治世にさかのぼる。宰相リシュリュー枢機卿の配下のジョセフ神父は多くの諜報員を用い、内外で使いこなしていた。リシュリューは王権を情報で支え、三十年戦争にも積極的に参入する事で対外的な優位を保った。その子のルイ14世の時代には情報活動の焦点は外交よりも公安方面へ向かったが、ロシニョール神父による暗号解読活動を発展させたほか、海外での権益や商業上の利益を守るために海上での情報活動も盛んに行われ、1711年にはチリやペルーの港にまでスパイを配置していた。この時代は国としての統一された情報機関は存在せず、各王が私的に情報組織を運営していた。
こうした中で新たに即位したルイ15世は、ルイ14世の影響を脱し独自の政策を遂行するため、独自の情報組織を設置する必要に迫られていた。そのためにルイ15世は全国の郵便を盗読する「キャビネ・ノワール」（Cavinet noir、「黒い部屋」の意）を設置する。
スクレ・ドゥ・ロワ設立のきっかけはポーランドをめぐる露仏の対立であった。この時期、ロシア帝国とフランスはそれぞれ自国からポーランド王を出したいと考えていたため、両国の関係は悪化した。ロシア女帝エリザヴェータ・ペトロヴナはフランスよりであったものの、イギリスよりの大法官アレクセイ・ベストゥージェフ＝リューミンによってフランス大使は追放されてしまう。ルイ15世はシュヴァリエ・ド・ヴァルクロワッサンを通じて女帝側と交渉しようと試みるが、彼も逮捕されてしまう。これを受けてルイ15世は秘密裏に外交を行うためスクレ・ドゥ・ロワを設立し、シャルル・ド・ボーモン（のちのシュヴァリエ・デオン）とスコットランド人亡命者ダグラス・マッケンジーを極秘にロシアに派遣し、デオンには女帝に接触すること、ダグラスにはロシアの財力や意図、軍備を探ることを命じた。この秘密外交は功を奏し、1756年の「外交革命」の成立に繋がったことからデオンにはサン・ルイ十字勲章と騎士（シュヴァリエ）の称号が贈られた。
七年戦争の際も情報収集を行ったものの、劣勢を覆すことはできなかった。戦争が終結すると、パリ条約締結のためにイギリスに渡った二ヴェルネー公とともにデオンが渡英した。デオンはイギリス社交界で活躍し、シャーロット王妃の信頼を勝ち取ることに成功した。デオンは国務次官ロバート・ウッドがニヴェルネー公を訪れた際、ベッドフォード侯爵あての書類を写してフランスに贈った。これによりフランスは余裕を持って交渉の準備を行う事が可能となったという。
ルイ15世はイギリスへの報復を考えていたといわれ、再侵攻計画立案のためにいとこのロジエール候が中心となってイギリスの沿岸部の情報収集と軍備に関する情報収集を行ったという。
1774年にルイ15世が死去すると、ルイ16世はスクレ・ドゥ・ロワを解体したが、情報員はルイ16世にも受け継がれ、彼らはのちにアメリカ独立戦争を巡る工作で活躍することになる。